# Trierer Bergrennen
Koordinaten: 49° 45′ 47,2″ N, 6° 47′ 10,3″ O

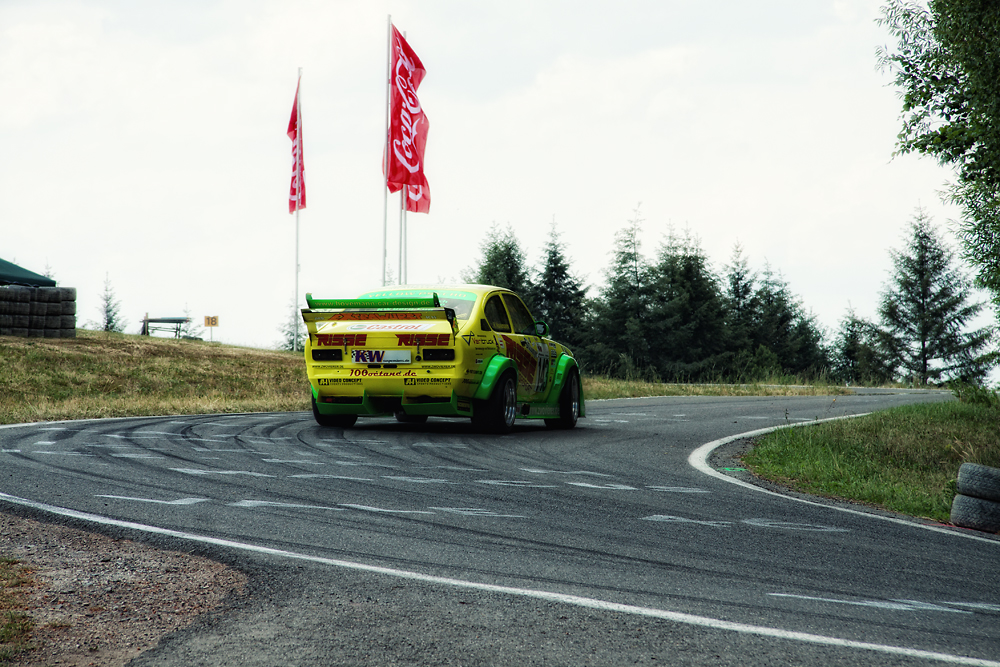
Bergrennen bei Thomm – 2011

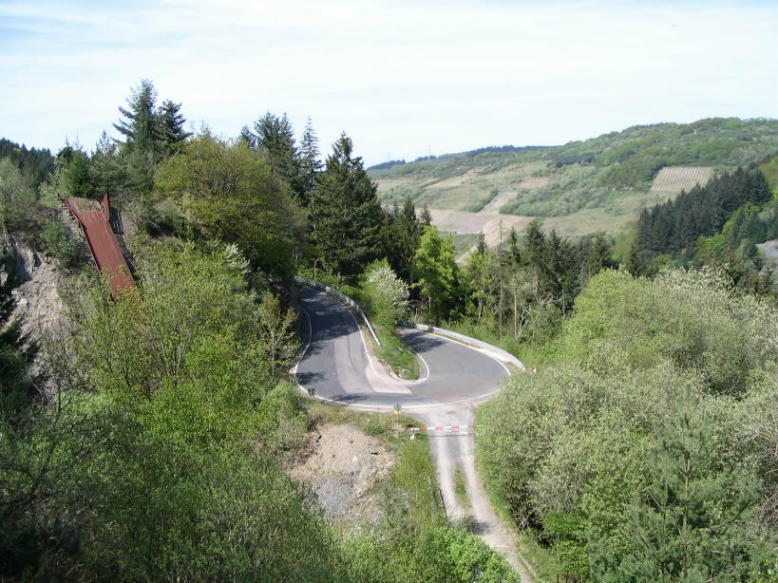
K82 bei Fell/Thomm, „Steinbruchkehre“

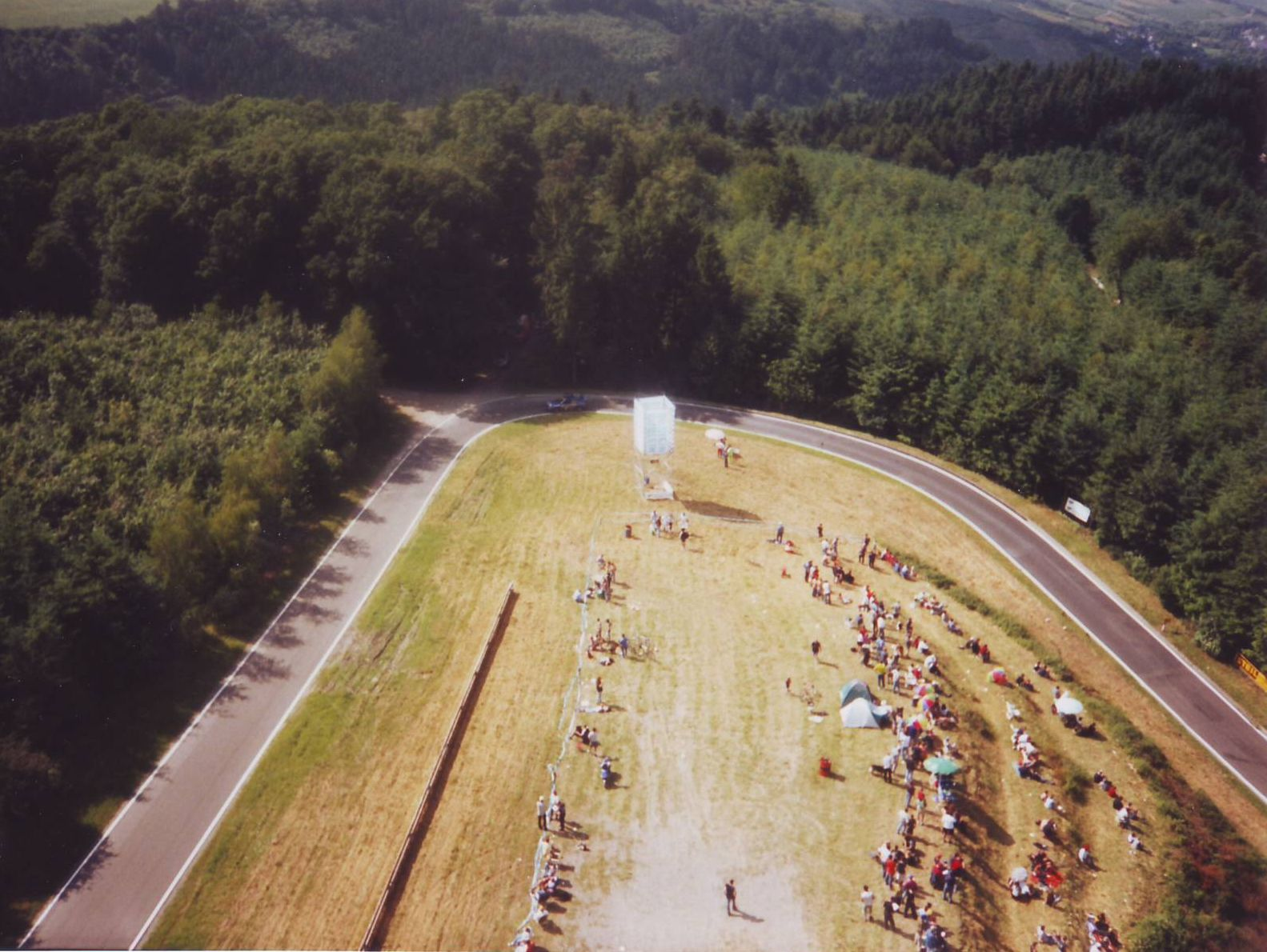
Trierer Bergrennen

Das Trierer Bergrennen war ein Bergrennen für Automobile, welches seit 1991 auch zur Europa-Bergmeisterschaft zählte.
Austragungsort war die kurvenreiche Kreisstraße 82 im Landkreis Trier-Saarburg. Der sportlich genutzte Abschnitt verlief von Fell nach Thomm. Dabei wurden auf einer Länge von 3715 m bei einer durchschnittlichen Steigung von 6,3 % in fünf Serpentinen 233 Höhenmeter überwunden. Veranstaltet wurde das Rennen vom Racing Team Trier e. V.
Das Trierer Bergrennen wurde von 1971 bis 2011 ausgetragen. Anfangs war die Strecke noch 3,06 km lang. Sie wurde dann aber 1987 auf 3,39 km und 1992 auf die Streckenlänge von 3,715 km verlängert. Von 2002 bis 2015 wurde die Strecke auch von der Rallye-Weltmeisterschaft im Rahmen der Rallye Deutschland befahren, jedoch in der entgegengesetzten Richtung des Bergrennens.
Die Streckenlänge von 3,715 km reichte eigentlich nicht für das Europäische Championat, bei dem die einfache Länge mindestens 5 km betragen sollte. Aber durch eine separate Rückführungsstrecke konnte der Veranstalter der FIA die Durchführung von drei Wertungsläufen garantieren, wodurch bei Addition der Läufe 11,145 km Streckenlänge die Forderung von 10 km mit zwei Läufen wie bei den anderen Veranstaltungen übertrafen.
Die Europa-Bergmeisterschaft wird ab 2013 durch das Glasbachrennen im Thüringer Wald ausgetragen.

## Rekorde
Der Streckenrekord für Rennwagen liegt bei 1:29,786 Minute und wurde im Jahr 2010 von Simone Faggioli in einem Osella-FA30-Gruppe-D/E2-SS-Rennwagen aufgestellt. Der Streckenrekord für Tourenwagen wurde im Jahr 2011 von Georg Plasa aus dem oberbayerischen Ort Warngau in einem BMW E82 Gruppe E1 mit Judd-V8-Motor mit einer Zeit von 1:38,783 Minute aufgestellt.

## Gesamtsieger
- 2011: Marcel Steiner, Schweiz
- 2010: Simone Faggioli, Italien
- 2009: Laszlo Szasz, Ungarn
- 2008: Lionel Régal, Frankreich
- 2007: Ander Vilariño, Spanien
- 2006: Renzo Napione, Italien
- 2005: Ander Vilariño, Spanien
- 2004: Lionel Regal, Frankreich
- 2003: Laszlo Szasz, Ungarn
- 2002: Laszlo Szasz, Ungarn
- 2001: Walter Leitgeb, Österreich
- 2000: Franz Tschager, Italien
- 1999: Pasquale Irlando, Italien
- 1998: Renzo Napione, Italien
- 1997: Rüdiger Faustmann, Deutschland
- 1996: Rüdiger Faustmann, Deutschland
- 1995: Heinz Steiner, Schweiz
- 1994: Francesco Egozkue, Spanien
- 1993: Martin Krisam, jun., Deutschland
- 1992: Herbert Stenger, Deutschland
- 1991: Herbert Stenger, Deutschland
- 1990: Ander Vilariño, Spanien
- 1989: Michel Arbeit, Frankreich